# Parc d'État de Historic Union Pacific Rail Trail
Le parc d'État de Historic Union Pacific Rail Trail est situé dans l'Utah. C'est un chemin réservé aux véhicules non motorisés de 45 km.

## Géographie
Le sentier va de Park City au réservoir Echo en passant par Wanship et Coalville. Il suit en partie l'interstate 80.
Le site est à 40 km à l'est de Salt Lake City. Il traverse les montagnes Wasatch et Silver Creek Canyon.

## Histoire
Le chemin reprend une ancienne voie ferrée utilisée à la fin du XIXe siècle pour le transport du minerai d'argent extrait des mines.
En 1900, le réseau ferré intégra le réseau de l'Union Pacific.
Le 3 juillet 2006, le sentier a reçu la désignation National Recreation Trail.

## Informations touristiques
L'accès est gratuit.
Les activités possibles sont la randonnée pédestre, la course à pied, le vélo tout terrain, le ski nordique, l'équitation et l'observation de la faune sauvage.